# Hazel Grove
Hazel Grove är en ort i Storbritannien.   Den ligger i distriktet Stockport i Greater Manchester i riksdelen England, i den centrala delen av landet, 250 km nordväst om huvudstaden London. Hazel Grove ligger 88 meter över havet och antalet invånare är 15 265.
Terrängen runt Hazel Grove är platt åt nordväst, men åt sydost är den kuperad. Runt Hazel Grove är det tätbefolkat, med 881 invånare per kvadratkilometer. Närmaste större samhälle är Stockport, 4,0 km nordväst om Hazel Grove. Trakten runt Hazel Grove består i huvudsak av gräsmarker.